# 구항초등학교
구항초등학교는 대한민국 충청남도 홍성군 구항면 내현리에 있는 초등학교이다.

## 학교 연혁
| 1934년 | 6월 20일  | 구항공립보통학교(4년제) 설립인가              |
| 1938년 | 4월 1일   | 구항공립심상소학교로 개칭                     |
| 1941년 | 4월 1일   | 구항공립국민학교(6년제)로 개칭                |
| 1949년 | 12월 31일 | 구항국민학교로 교명 변경                      |
| 1981년 | 3월 1일   | 병설유치원 개원                               |
| 1985년 | 3월 1일   | 특수학급 개설(1학급)                          |
| 1996년 | 3월 1일   | 구항초등학교로 개칭                           |
| 2016년 | 2월 4일   | 제79회 10명 졸업(총 6,553명)                  |
| 2016년 | 3월 1일   | 초등학교 7학급(특수 1학급), 유치원 1학급 편성 |
| 2017년 | 2월 10일  | 제80회 10명 졸업(총 6,563명)                  |
| 2017년 | 3월 1일   | 초등학교 7학급(특수 1학급), 유치원 1학급 편성 |

## 학교 상징
- 교목(校木) - 소나무
- 교화(敎化) - 개나리

## 참고 자료
- 구항초등학교 - 한국교육학술정보원 학교알리미